# Улица Киевян
Улица Киевян (арм. Կիևյան փողոց, Киевская улица) — улица в Ереване, в административном районе Арабкир. Проходит от площади Барекамутюн (Дружбы), как продолжение улицы Грачья Кочара до Большого Разданского моста, которым соединяется с улицей Ленинградян.
Одна из важнейших транспортных магистралей города.

## История
До середины 1950-х годов район улицы был малодоступной городской окраиной. Улица стала интенсивно застраиваться после введения в эксплуатацию Большого Разданского (Киевского) моста.
В 1981 году у выхода улицы к Площади Барекамутюн сооружена станция метро Барекамутюн.

## Пересекающиеся улицы
- Улица Барбюса
- Улица братьев Орбели
- переулок Киевян
- 2-й переулок Киевян

## Значимые объекты
- Большой Разданский мост
- Станция метро Барекамутюн (Дружба)
- Академия государственного управления Армении
- Школа № 63 имени Газароса Агаяна
- Бюст Газароса Агаяна
- Отделение 0028 «Айпоста»
- Телекомпания «Шант»
- Высшая квалификационная комиссия МОН РА
- Государственная инспекция по языку МОН РА

## Известные жители
- Аршам Шагинян (мемориальная доска)
- д. 2 — Гурген Айкуни (мемориальная доска)
- д. 5 — Карапет Мелик-Оганджанян (мемориальная доска)[2], Ваграм Папазян (мемориальная доска),
- д. 7 — Ваграм Алазан (мемориальная доска), Рубен Варданян (мемориальная доска), Вагаршак Норенц (мемориальная доска),
- д. 10 — Рубен Паронян (мемориальная доска)
- д. 22 —
- д. 24 — Григор Ханджян (мемориальная доска), Саркис Багдасарян (мемориальная доска), Саркис Мурадян (мемориальная доска), Сурен Сафарян (мемориальная доска), Мкртич Седракян (мемориальная доска).

## Галерея
- Большой Разданский мост
- Станция метро Барекамутюн (Дружба)
- Школа № 63 имени Газароса Агаяна
- Бюст Газароса Агаяна, около одноименной школы
- Телекомпания «Шант»
- Панорама улицы
- Жилой дом
- Перекресток улиц Киевян и братьев Орбели

- Мемориальные доски
- Анатолий Папян
- Гурген Айкуни
- Ваграм Папазян
- Рубен Паронян
- Рубен Варданян
- Сурен Сафарян
- Вагаршак Норенц
- Ваграм Алазан
- Григор Ханджян
- Саркис Багдасарян
- Саркис Мурадян
- Аршам Шагинян